# سم ملکومسون
سم ملکومسون (انگلیسی: Sam Malcolmson؛ ‏۲ آوریل ۱۹۴۷ – ۱۸ سپتامبر ۲۰۲۴) بازیکن فوتبال اهل نیوزیلند بود.
وی در تیم ملی فوتبال نیوزیلند سابقه بازی دارد.